# Trisulana acronictoides
Trisulana acronictoides är en fjärilsart som beskrevs av Emilio Berio 1950. Trisulana acronictoides ingår i släktet Trisulana och familjen nattflyn. Inga underarter finns listade i Catalogue of Life.